# Gál-Oravecz István
Gál-Oravecz István (Csíkszereda, 1994. augusztus 10. – ) romániai magyar gyorskorcsolyázó.

## Sportolói pályafutása
2008-ban, a csíkszeredai Vákár Lajos Műjégpályán megrendezett rövidpályás gyorskorcsolya kadét-Európa-kupa „Románia Nyílt Verseny” futamán a 2 000 méteres váltó versenyében – a román II-es csapat tagjaként – az első helyen, míg a Junior D kategóriában a 4. helyen végzett.
2009-ben, a Danubia-kupa rövidpályás gyorskorcsolya-sorozat állomásán (a csíkszeredai Vákár Lajos Műjégpályán) Junior C kategóriában a 4., majd 2010-ben az ifik B-korosztályában az 5. helyen zárt. 2011-ben, a csíkszeredai román (országos) rövidpályás gyorskorcsolya-bajnokságon az első helyen végez mind egyéniben (a nagyifjúságiak korcsoportjában), mind pedig a felnőtt váltó tagjaként.
A 2011-es heerenveeni rövidpályás gyorskorcsolya Eb összetettjében a 45., 500 m-en a 38., 1 000 m-en a 42., 1 500 m-en pedig a 43. helyen végzett. Egy évvel később a csehországi Eb-n 500 m-en a 34., 1 000 m-en 46., 1 500 m-en 37., összetettben pedig a 43. helyen zárt. A Melbourne-i junior világbajnokságon – a fiúk mezőnyében – összesítésben (500m, 1000m, 1500m) a 40. helyet szerezte meg a 62 fős mezőnyben.

## Eredményei
| rendezvény                                            | helyezés | helyezés  | helyezés  | helyezés                   | helyezés       |
| rendezvény                                            | 500 m-en | 1000 m-en | 1500 m-en | 5000 m-es szuper- döntőben | összetett- ben |
| ----------------------------------------------------- | -------- | --------- | --------- | -------------------------- | -------------- |
| rövidpályás gyorskorcsolya-Eb, Hollandia, 2011        | 38.      | 42.       | 43.       | –                          | 45.            |
| rövidpályás gyorskorcsolya-Eb, Csehország, 2012       | 34.      | 46.       | 37.       | –                          | 43.            |
| junior rövidpályás gyorskorcsolya vb, Melbourne, 2012 | 43.      | 32.       | 45.       | –                          | 40.            |